# Psihologia dezvoltării
Psihologia dezvoltării este disciplina din cadrul psihologiei care investighează modificările privind comportamentul care survin în viața individului, de la naștere până la moarte.

## Problematica dezvoltării
Există două categorii de procese care determină modificări în dezvoltare: procese programate biologic (genetic) și procese datorate interacțiunii mediului. Dezvoltarea poate fi fizică, aceasta influențând și viața interioară a individului, cognitivă (percepție, învățare, memorie, raționament, limbaj etc) și psihosocială (personalitate, emoții, relații interpersonale).

## Controverse în psihologia dezvoltării

### Ereditate - Mediu
Aceasta se referă la cât contează ereditatea(genotipul) și cât contează mediul în care se dezvoltă o persoană. Teoriile extreme susțin fie mediul ca factor exclusiv (behaviorismul) fie componenta genetică (teoriile etologice). Acestea sunt însă depășite, astăzi existând un relativ consens în ideea că există o interacțiune a celor două componente, astfel încât nu poate fi exclusă nici una. Controversa actuală este însă în ce măsură contribuie fiecare.

### Continuitate - Discontinuitate
Adepții primeia susțin ideea unei dezvoltări graduale și neîntrerupte (de exemplu behaviourismul), în timp ce susținătorii discontinuității afirmă existența unor stadii distincte, care implică pe lângă modificările cantitative și unele calitative. Unii sunt de părere că cei mici cresc uneori în mod continuu iar alteori în mod discontinuu.

### Deficit - Diferență
Aceasta este problema existenței sau nu a unui pattern universal pentru dezvoltare. Avocații deficitelor s-au străduit să stabileasca standarde și bareme pentru orice. Ideea diferențelor și a căilor alternative de dezvoltare s-a răspândit cel mai mult în ultimul timp. Aceasta consideră unicitatea fiecărui copil, familie, cultură.

## Etapele dezvoltării

### Perioada prenatală
Aceasta se întinde de la concepție până la naștere. Se formează structura fundamentală a corpului.

### Perioada de nou născut și sugar
Perioadă ce este cuprinsă între 0 și 1 an. Are loc o creștere rapidă a abilităților motorii.

### Copilăria timpurie
Se desfășoară de la 1 la 3 ani. Se conturează conștiința propriei persoane. Apare limbajul.

### Vârsta preșcolară
Între 3 și 6 ani sporește forța fizică a copilului și apar independența și autocontrolul, iar comportamentul este egocentric. Creativitatea și imaginația sunt mai dezvoltate.

### Vârsta școlară mică
În perioada de 6/7 până la 10/11 ani prietenii devin foarte importanți pentru copil. Apare gândirea logică concretă. Abilitățile lingvistice și metamoria se îmbunătățesc. Creșterea fizică este încetinită.

### Preadolescența - pubertatea
Începe la 10/11 ani și durează până la 14/15 ani. Pregnante sunt modificările fizice rapide și profunde, mai ales datorate schimbărilor la nivelul hormonal. Organismul atinge maturitatea sexuală.

### Adolescența
Se derulează între 14/15 și 20 de ani. Punctul central este căutarea propriei identități, dar apare și capacitatea de a gândi abstract..

### Vârsta adultă tânără
Între 20 și 40/45 de ani deciziile legate de viața intimă a persoanei sunt în primplan. Sănătatea fizică atinge maximul, pentru ca apoi să se degradeze lent. Abilitățile intelectuale capătă noi dimensiuni și sunt valorificate mai ales în viața profesională.

### Vârsta de mijloc
Căutarea sensului propriei vieți devine centrală între 40/45 și 65 de ani. Se deteriorează sănătatea fizică și au loc modificări hormonale. Abilitățile de rezolvare de probleme practice sunt optime, fiind recunoscute de unii ca înțelepciune.

### Vârsta adultă târzie
După 65 de ani majoritatea persoanelor sunt încă sănătoase și active, însă sănătatea se degradează în timp- dar apar strategii alternative de adaptare. Definirea scopului vieții este tema de maximă importanță în acestă perioadă.

## Abordări în psihologia dezvoltării

### Teoria lui Piaget
Jean Piaget, psihologul elvețian, a elaborat o serie de teorii referitoare la dezvoltarea umană. Sintagma teoria lui Piaget, înglobează de fapt mai multe teorii:
- teoria dezvoltării conceptelor de sine, obiect, spațiu, timp, cauzalitate
- teoria achiziției principiilor de asociativitate, tranzitivitate și conservare
- teoria dezvoltării stadiale a inteligenței

Piaget concepe gândirea ca acțiune interiorizată. Stadiile au un loc central în teoria sa. Acestea sunt:
- Stadiul senzoriomotor - 0-2 ani
- Stadiul preoperational - 2-7 ani
- Stadiul operațiilor concrete - 7-11 ani
- Stadiul operațiilor formale - 11-18 ani

## Personalități
Jean Piaget este probabil cel mai sonor nume din acest domeniu; el a fost preocupat de dezvoltarea cognitivă a copiilor. Lev Vygotsky este un alt bine cunoscut psiholog care a fost preocupat de influența mediului social asupra dezvoltării copiilor. Lawrence Kohlberg s-a aplecat asupra dezvoltării moralității. Sigmund Freud a propus stadiile psihosexuale ale dezvoltării (valoarea epistemică a acestora este controversată). Alți psihologi importanți ai domeniului sunt: Jerome Bruner, Urie Bronfenbrenner, John Bowlby, Mary Ainsworth, Erik Erikson, Emmy Werner.